# توم كونت
توم كونت (بالإنجليزية: Tom Conte)‏ هو مهندس وعالم حاسوب أمريكي، ولد في 1964.